# 春風亭柳雀
春風亭 柳雀（しゅんぷうてい りゅうじゃく、1971年5月26日 - ）は、落語家。鹿児島県鹿児島市出身、落語芸術協会所属。出囃子は『お若いの』。落語芸術協会若手ユニット「成金」メンバー。本名：溝口 摂。

## 経歴
小学校2年生まで千葉県船橋市で過ごす。鹿児島市立坂元中学校、鹿児島県立鹿児島中央高等学校を経て、東海大学文学部広報メディア課程を卒業。大学在学中は、落語研究会に所属。大学卒業後、インターネット音楽配信会社、メールサーバ・クラウドシステム構築会社などで社会人を約10年経験した。
2008年9月に37歳で瀧川鯉昇に入門、前座名「鯉ちゃ」。
2012年9月、二ツ目に昇進し「春風亭柳若」と改名。
2022年5月上席より、春風亭昇也と共に真打に昇進し、「春風亭柳雀」に改名。

## 人物
フジロックフェスティバルには初回から参加。毎年必ず会場に足を運んでいる。
落語家になる前、カーズのファンサイトを作って運営していた。
成金メンバーでは1971年生まれの最年長である。ちなみに最年少は1988年生まれの柳亭小痴楽だが、入門は小痴楽が最も早いので香盤ではいちばん上となる。
2021年7月3日、私用で宿泊していた湯河原から仕事のため東京に戻ろうとしたところ、大雨でJR東海道本線が不通。唯一運行していた東海道新幹線熱海駅にタクシーで向かったところ、直前に起こっていた伊豆山土石流災害のため駅にたどり着けず、下車して歩いたところすべって転倒、足を骨折。救急車で運ばれ熱海の病院に緊急入院。手術・退院を経て、7月22日の「日本橋de柳若 Revenge!」（お江戸日本橋亭）で、松葉づえ姿で復帰した。

## 出演

### テレビ
- ドキュメント九州「サラリーマン、落語家になる。」（鹿児島テレビ放送、2024年2月27日）

### ラジオ
- ミラクル・サイクル・ライフ（TBSラジオ、2022年8月21日）- ゲスト
- BAYFM it!! (BAYFM、2023年7月12日）- 春風亭昇也の代打パーソナリティ
- RADIO NME JAPAN〜NEW MUSICAL EXPRESS JAPAN〜(JFN、2023年11月25日、12月2日） - ゲスト
- CITY CHILL CLUB（TBSラジオ、2024年8月19日・26日）
- 松任谷正隆の…ちょっと変なこと聞いてもいいですか？(2024年12月27日、2025年1月3日 、TOKYO FM) - ゲスト

### CM
- アクオス今昔物語（シャープ、2016年）- 家電量販店内放送用ビデオ。桂竹千代と共演[注 1]。
- 日本銀行「そこが知りたい日本銀行（日本語版）[8]」（2025年、youtube)